# 隨機引子標記
隨機引子標記（英文：Random-Primed Labeling）是種分子生物學技術，可用於在DNA探針上加上可作為訊號識別的標記。

## 步驟
先將欲標記探針片段加熱，使其變性雙股分離成單股，接著加入隨機引子並降溫使其和單股黏合(通常是hexonucleotides)。
再以Klenow片段將接有標記分子的dNTP如Digoxigenin(地高辛)、Biotin(生物素)或螢光分子如Cyanine用來合出互補股，就可得到摻有標記物的探針。

## 偵測
Digoxigenin之後可用Anti Digoxigenin(一級抗體)接合再以標有螢光酵素(HRP或AP)的Anti Digoxigenin Antibody(二級抗體)接合一級抗體，
並加入螢光酵素受質即可發出螢光，再以冷光儀或分光光度計測吸光值。
而Biotin可與接有螢光酵素的Streptavidin結合，並如同上面加入螢光酵素受質測吸光值。